# Army National Guard
L'Army National Guard est la force terrestre de l'United States National Guard (la Garde nationale des États-Unis) ou une milice organisée de plusieurs États ou de territoires américains (Puerto Rico, le district de Columbia) active ou inactive, et une composante de l'United States Army. Elle est définie dans le titre 32 du Code des États-Unis, section 101.

## Organisation
L’Army National Guard of the United States est une composante de l'US Army. Gérées par le National Guard Bureau, les unités sont sous le commandement des gouverneurs des États. Une exception : la District of Columbia Army National Guard qui est sous le commandement du président des États-Unis. Quand l'unité est fédéralisée, elle tombe également sous l'autorité de ce dernier.
Comme pour l'armée de réserve des États-Unis, beaucoup de ses membres servent habituellement "One weekend a month, two weeks a year" (un week-end par mois, deux semaines par an), mais de nombreux membres de la garde y servent de manière permanente pour la maintenance des unités, et beaucoup d'unités sont devenues plus actives ces dernières années.

## Historique
L’Army National Guard est la plus vieille composante militaire américaine, trouvant ses origines dans les colonies américaines en 1636. Les colons anglais avaient besoin de se protéger et organisèrent des milices, dont descendent certaines unités de la Massachusetts Army National Guard. Durant la guerre d'indépendance des États-Unis, parmi ces milices, les Minutemen furent parmi les plus célèbres. L'Army National Guard reçut officiellement ce titre en 1798.
Durant la Première Guerre mondiale, la Garde nationale fournit 40 % des forces combattantes américaines. Les effectifs de la garde doublèrent en 1940 et fournirent 19 des 90 divisions de l'armée de terre des États-Unis durant la Seconde Guerre mondiale, ces unités étant parmi les premières à se déployer outre-mer et à combattre. 
Le 13 octobre 1945, le Département de la Guerre des États-Unis publia une déclaration de politique d'après-guerre pour l'ensemble de l'armée, appelant à une structure de 27 divisions de la Garde nationale armée  avec 25 divisions d'infanterie et deux divisions blindées. Une fois le processus de négociation terminé, parmi les nouvelles formations formées en 1947 figuraient les 49e et 50e divisions blindées, les premières divisions blindées de la Army National Guard.
Plus tard, 138 000 gardes nationaux furent déployés durant la guerre de Corée. Durant la guerre du Viêt Nam, presque 23 000 gardes (de l'Army Guard et de l'Air Guard) furent appelés pour un an de service actif dont environ 8 700 furent déployés au Sud Viêt Nam.
Depuis la fin de la guerre froide, les effectifs des gardes nationaux ont connu de sensibles diminutions.
En 1989, l’Army National Guard comptait 457 000 gardes répartis en 53 brigades.
A cette date, les bataillons blindés étaient équipés de chars de combat principaux M60A3 TTS remplaçant la majorité des 2 000 M48A5 modernisé à la fin des années 1970 a partir de la seconde moitié des années 1980. En 1989, la Garde nationale déployé 3 072 M60A3 TTS,,. Les 410 chars M1 Abrams de la Garde nationale étaient destinés à compléter les unités des divisions de l'armée d'active. Les bataillons d'infanterie étaient équipés de véhicules blindés de transport de troupes M113, dont la Garde nationale en possédait 6 870 à la fin de l'exercice 1987, et 1 411 autres devaient être mis en service en 1988 . Les hélicoptères standard des unités de la Garde nationale sont l'AH-1S Cobra, dont elle possédait environ 350 en 1989, l'OH-58C Kiowa et les hélicoptères UH-1H Iroquois.
En 2000, elle disposait de 350 000 personnes réparties en 8 divisions d’infanterie complètes - chacune intégrant 3 brigades de combat -, 16 brigades autonomes, un régiment de cavalerie et un groupe d’infanterie : soit un total de 42 brigades de manœuvre terrestre. Après les attentats du 11 septembre 2001, l'Army National Guard fut largement utilisée en Afghanistan et en Irak.
En 2008, la Garde nationale achève sa réorganisation, qui repose notamment sur l’établissement de 34 brigades modulables. Cela implique la disparition de 8 brigades.
Ce sont principalement les brigades d’artillerie qui ont subi de plein fouet la réduction du volume global. Ainsi, de 17 brigades, l’artillerie de campagne de la Garde nationale a été réduite à seulement 6 brigades.
Actuellement, la réforme organisationnelle devrait trouver avantage dans des déploiements divers et simultanés, tant au profit des interventions extérieures de l’armée américaine que des opérations d’ordre humanitaire, y compris sur le sol américain à la suite de catastrophes naturelles. Lors de celle causé par l’ouragan Katrina en 2005, près de 42 000 gardes nationaux avaient été déployés dans le golfe du Mexique. Au même moment, 80 000 étaient en opérations extérieures, notamment en Irak.
Pour la seule année 2005, la Garde nationale a d’ailleurs représenté la moitié des effectifs des troupes terrestres engagées dans la guerre d'Irak.
Au même titre que son homologue d’active, une brigade de combat (Brigade Combat Team ou BTC) de la Garde nationale est interarmes : infanterie, cavalerie (blindé) et aviation (US Army Aviation). D’autres modules doivent être mis sur pied : 6 Fires Brigades, 10 Combat Support Brigade, 11 brigades de soutien, 12 brigades d’aviation.
L’organisation du commandement de chacune des 8 divisions de la Garde nationale doit, lui aussi, faire l’objet d’une réforme où la priorité est donnée à la modularité, sachant qu’une division dispose de 4 ou 5 BCT en temps de paix. En temps de guerre, le nombre de brigades placées sous commandement divisionnaire variera singulièrement.
En 2010, ses effectifs devraient être de 358 000 personnes. En 2014, ceux-ci n'ont pas bougé avec 358 200 postes autorisés et cette date, en moyenne les unités de l’ANG sont déployées outre-mer une année sur cinq (contre une année sur trois pour l'armée d'active) mais en février 2014, dans le cadre de restriction budgétaire, le département de la Défense propose la suppression de 20 000 postes jusqu'à 2017.
Au niveau matériel, l'ANG dispose entre autres d'un total de 1 500 hélicoptères début 2014 mais des propositions de l'US Army à la suite des réductions du budget de la défense veulent effectuer des transferts de types d'appareils aux unités d'active baissant le parc à 1 200 hélicoptères soit le tiers du total de la flotte aérienne de l'Army.

## Ordre de bataille
Il y a de très nombreuses réorganisations au fil du temps de l'Army National Guard.

### En 2003
Voici sa composition au 1er août 2003, elle comporte alors 9 divisions dont une division blindée.
- 28th Infantry Division

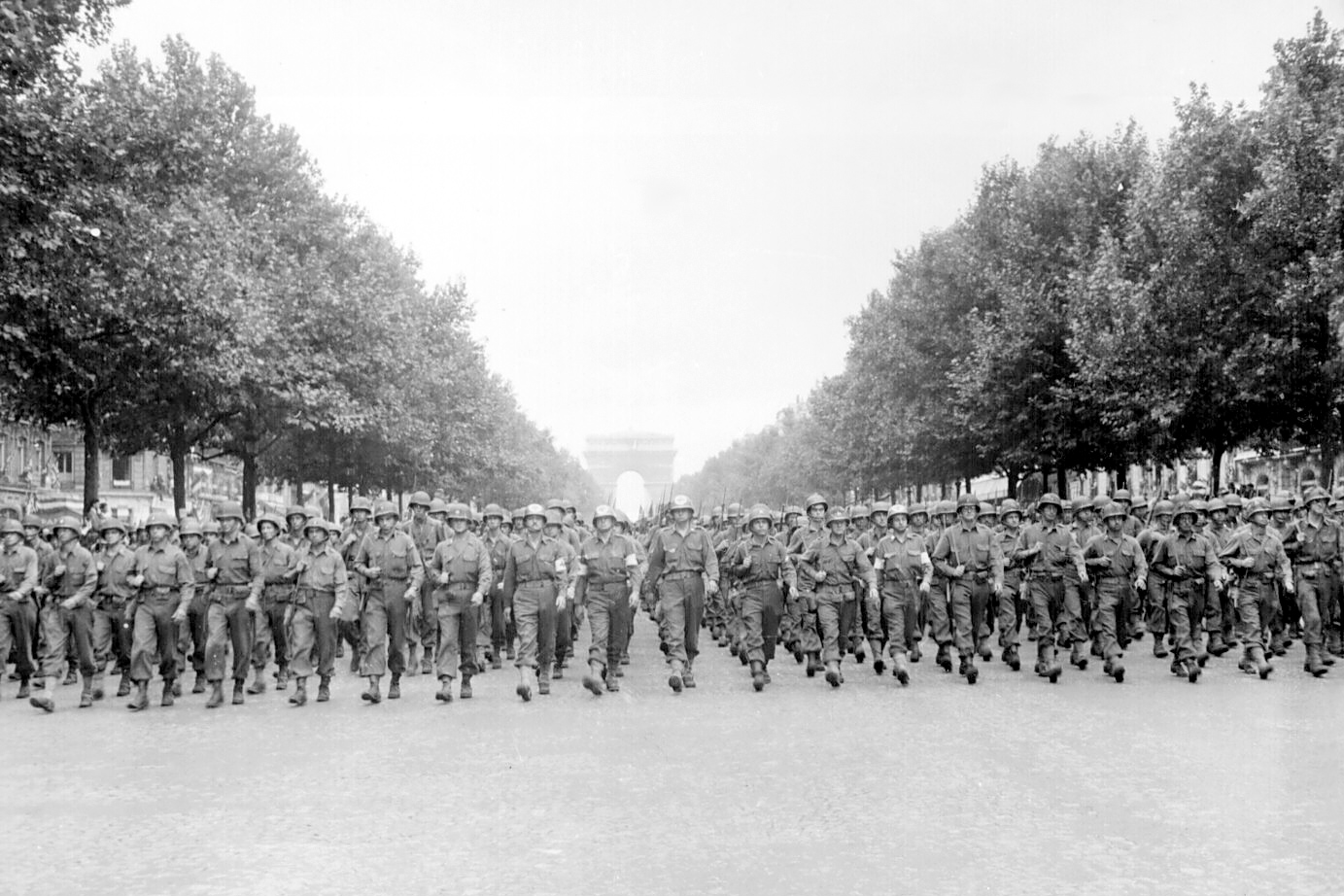
Soldats de la d'infanterie lors d'un défilé sur les Champs-Élysées après la Libération de Paris, 29 août 1944.

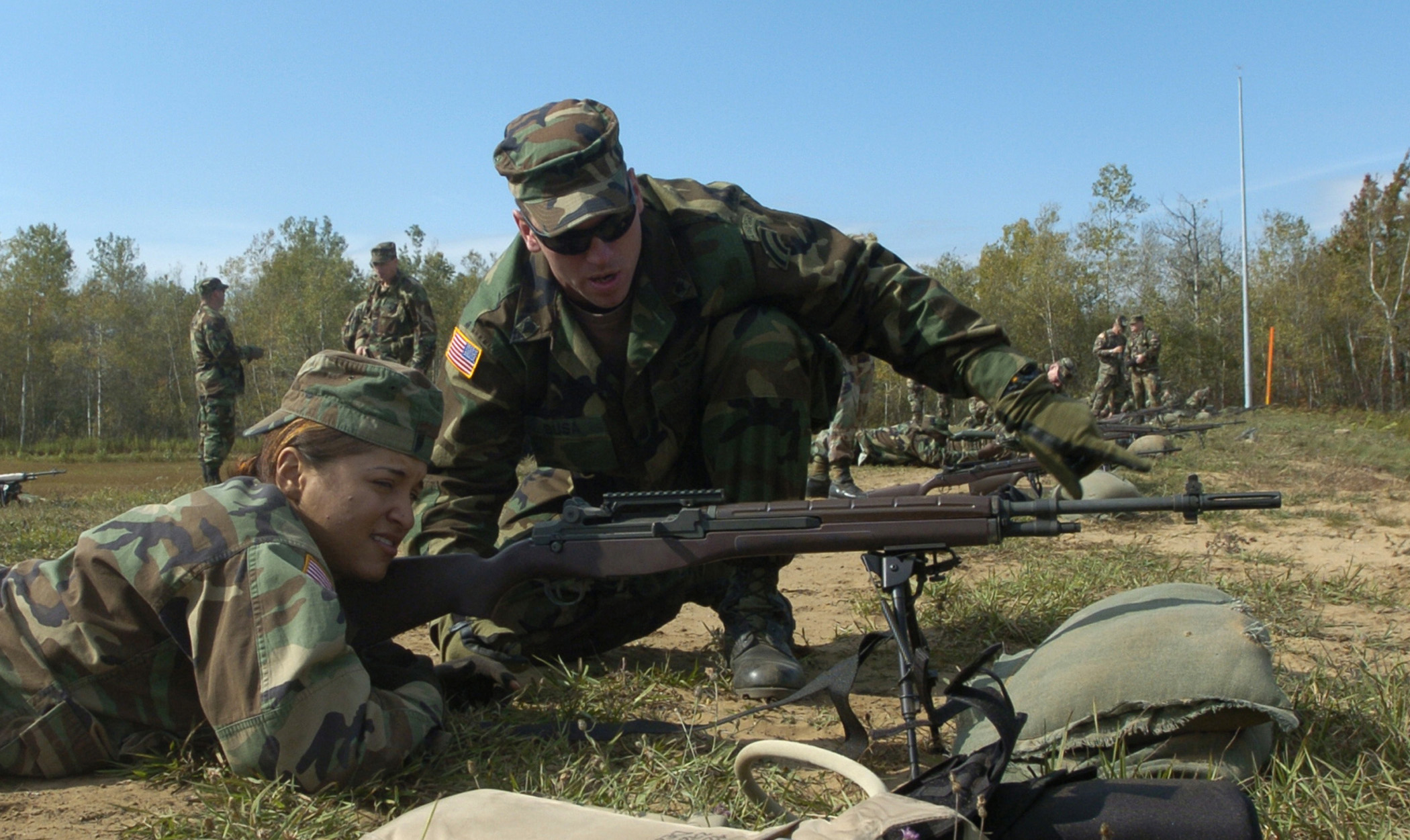
Entrainement en 2005 de soldats de la d'infanterie de l’ANG avec des M14.

  - 2nd Infantry Brigade, 28th Infantry Division
  - 55th Armored Brigade, 28th Infantry Division
  - 56th Armored Brigade, 28th Infantry Division
  - Division Artillery, 28th Infantry Division
  - 28th Aviation Brigade
  - 28th Engineer Brigade
  - Division Support Command, 28th Infantry Division
- 29th Infantry Division (Light)
  - 1st Infantry Brigade, 29th Infantry Division
  - 3rd Infantry Brigade, 29th Infantry Division
  - 26th Infantry Brigade, 29th Infantry Division
  - Division Artillery, 29th Infantry Division
  - 29th Aviation Brigade
  - Division Support Command, 29th Infantry Division
- 34th Infantry Division
  - 1st Armored Brigade, 34th Infantry Division
  - 2nd Infantry Brigade, 34th Infantry Division
  - 32nd Infantry Brigade, 34th Infantry Division
  - Division Artillery, 34th Infantry Division
  - 34th Aviation Brigade
  - Division Support Command, 34th Infantry Division
- 35th Infantry Division (Mechanized)
  - 66th Infantry Brigade, 35th Infantry Division
  - 67th Infantry Brigade, 35th Infantry Division
  - 149th Armor Brigade, 35th Infantry Division
  - Division Artillery, 35th Infantry Division
  - 35th Aviation Brigade
  - 35th Engineer Brigade
  - Division Support Command, 35th Infantry Division
- 38th Infantry Division (Mechanized)
  - 2nd Infantry Brigade, 38th Infantry Division
  - 37th Armored Brigade, 38th Infantry Division
  - 46th Infantry Brigade, 38th Infantry Division
  - Division Artillery, 38th Infantry Division
  - 38th Aviation Brigade
  - Division Support Command, 38th Infantry Division
- 40th Infantry Division (Mechanized)
  - 1st Infantry Brigade, 40th Infantry Division
  - 2nd Armored Brigade, 40th Infantry Division
  - 3rd Armored Brigade, 40th Infantry Division
  - Division Artillery, 40th Infantry Division
  - 40th Aviation Brigade
  - 40th Engineer Brigade
  - Division Support Command, 40th Infantry Division
- 42nd Infantry Division
  - 3rd Armored Brigade, 42nd Infantry Division
  - 50th Infantry Brigade, 42nd Infantry Division
  - 86th Armored Brigade, 42nd Infantry Division
  - Division Artillery, 42nd Infantry Division
  - 42nd Aviation Brigade
  - 42nd Engineer Brigade
  - Division Support Command, 42nd Infantry Division
- 49th Armored Division
  - 2nd Armored Brigade, 49th Armored Division
  - 3rd Armored Brigade, 49th Armored Division
  - 36th Infantry Brigade, 49th Armored Division
  - Division Artillery, 49th Armored Division
  - 49th Aviation Brigade
  - 49th Engineer Brigade
  - Division Support Command, 49th Armored Division
- Army National Guard Infantry Brigades (Separate)
  - 27th
  - 29th
  - 30th
  - 39th
  - 41st
  - 45th
  - 48th
  - 53rd
  - 76th
  - 81st
  - 92nd
  - 218th
  - 256th
- 207th Infantry Group (Scout)
- 31st Armored Brigade (Separate)
- 116th Cavalry Brigade
- 155th Armored Brigade (Separate)
- 278th Armored Cavalry Regiment
- I Corps Artillery
- Army National Guard Field Artillery Brigades
  - 45th Field Artillery Brigade
  - 54th Field Artillery Brigade
  - 57th Field Artillery Brigade
  - 103rd Field Artillery Brigade
  - 113rd Field Artillery Brigade
  - 115th Field Artillery Brigade
  - 130th Field Artillery Brigade
  - 135th Field Artillery Brigade
  - 138th Field Artillery Brigade
  - 142nd Field Artillery Brigade
  - 147th Field Artillery Brigade
  - 151st Field Artillery Brigade
  - 153rd Field Artillery Brigade
  - 169th Field Artillery Brigade
  - 196th Field Artillery Brigade
  - 197th Field Artillery Brigade
  - 631st Field Artillery Brigade
- Army National Guard Air Defense Artillery
  - 32nd Air Defense Artillery Brigade
  - 111th Air Defense Artillery Brigade
  - 263rd Air Defense Artillery Brigade
- Army National Guard Aviation Units
  - 66th Aviation Brigade
  - 63rd Aviation Group (Lift)
  - 185th Aviation Group (Lift)
  - 211th Aviation Group (Attack)
  - 385th Attack Regiment
  - 449th Aviation Group (Lift)
- Army National Guard Engineer Units
  - 16th Engineer Brigade
  - 30th Engineer Brigade
  - 35th Engineer Brigade
  - 109th Engineer Group
  - 135th Engineer Brigade
  - 194th Engineer Brigade
- 300th Military Intelligence Brigade
- Army National Guard Military Police Units
  - 43rd Military Police Brigade
  - 177th Military Police Brigade
  - 260th Military Police Brigade
- Army National Guard Signal Units
  - 142nd Signal Brigade
  - 228th Signal Brigade
  - 261st Signal Brigade
- 33rd Area Support Group (ASG)
- 167th Corps Support Group (CSG)
- 184th Transportation Brigade
- 404th Rear Operations Center (ROC)
- 852nd Rear Area Operations Center

### En 2013
En 2013, l'ANG comporte 8 divisions d'infanterie composé des gardes nationales des États des États-Unis indiqué entre parenthèses :
- 28th Infantry Division (Pennsylvanie, Ohio, Maryland)
  - 2nd Infantry Brigade Combat Team
  - 55th Heavy Brigade Combat Team
  - 56th Stryker Brigade Combat Team
  - 28th Combat Aviation Brigade
- 29th Infantry Division (Caroline du Nord, Virginie, Floride)
  - 30th Armored Brigade Combat Team
  - 53rd Infantry Brigade Combat Team
  - 116th Infantry Brigade Combat Team
  - 29th Combat Aviation Brigade
- 34th Infantry Division (Minnesota, Wisconsin, Iowa, Idaho)
  - 1st Armored Brigade Combat Team
  - 2nd Infantry Brigade Combat Team
  - 32nd Infantry Brigade Combat Team
  - 116th Cavalry Brigade Combat Team
  - 34th Combat Aviation Brigade
- 35th Infantry Division (Arkansas, Kansas, Missouri, Illinois, Géorgie)
  - 33rd Infantry Brigade Combat Team
  - 39th Infantry Brigade Combat Team
  - 48th Infantry Brigade Combat Team
  - 35th Combat Aviation Brigade
- 36th Infantry Division (Texas, Oklahoma, Louisiane)
  - 45th Infantry Brigade Combat Team
  - 56th Infantry Brigade Combat Team
  - 72nd Infantry Brigade Combat Team
  - 155th Armored Brigade Combat Team
  - 256th Infantry Brigade Combat Team
  - 36th Combat Aviation Brigade
- 38th Infantry Division (Indiana, Michigan, Ohio)
  - 37th Infantry Brigade Combat Team
  - 76th Infantry Brigade Combat Team
  - 278th Armored Cavalry Regiment
  - 38th Combat Aviation Brigade
- 40th Infantry Division (Californie, Oregon, Washington)
  - 29th Infantry Brigade Combat Team
  - 41st Infantry Brigade Combat Team
  - 79th Infantry Brigade Combat Team
  - 81st Armored Brigade Combat Team
  - 40th Combat Aviation Brigade
- 42nd Infantry Division (New York, New Jersey, Vermont)
  - 27th Infantry Brigade Combat Team
  - 50th Infantry Brigade Combat Team
  - 86th Infantry Brigade Combat Team
  - 42nd Combat Aviation Brigade

### En 2020
En septembre 2018, on prévoit 27 brigades (hors aviation) dans l'ANG en 2020 sur les 58 que comptera l'US Army : 5 ABCT (blindée), 20 IBCT (infanterie) et 2 SBCT (Stryker).

## Source
- (en) Cet article est partiellement ou en totalité issu de l’article de Wikipédia en anglais intitulé « Army National Guard » (voir la liste des auteurs).